# Monthermé

Monthermé este o comună în departamentul Ardennes din nordul Franței. În 1 ianuarie 2022 avea o populație de 2.155 de locuitori.